# Burschenschaft Arminia auf dem Burgkeller
Die Burschenschaft Arminia auf dem Burgkeller ist eine farbentragende, pflichtschlagende Studentenverbindung in Jena. Die Burschenschaft steht in direkter Nachfolge der am 12. Juni 1815 gegründeten Jenaer Urburschenschaft.

## Couleur und Wahlspruch

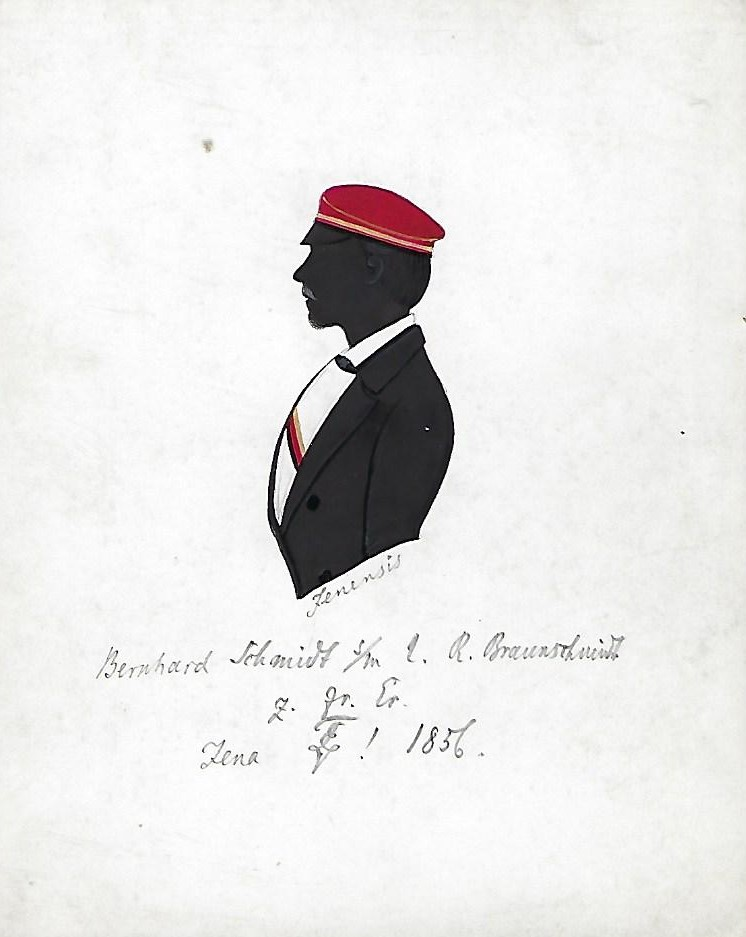
Bernhard Schmidt

Das Band der Arminia hat die Farben Schwarz-Rot-Gold (von unten gelesen) mit goldener Perkussion. Als Kopfbedeckung wird eine dunkelrote Studentenmütze getragen. Ihr Wahlspruch lautet: Ehre, Freiheit, Vaterland!

## Geschichte

### Gründungszeit
Die 1815 entstandene Jenaische Burschenschaft trennte sich am 28. Januar 1840 endgültig in die Burschenschaft auf dem Fürstenkeller und die Burschenschaft auf dem Burgkeller. Erstere nahm später den Namen Germania an. Letztere ergänzte 1859 ihren Namen zu Burschenschaft Arminia auf dem Burgkeller. Der Name auf dem Burgkeller bezieht sich auf das im Zweiten Weltkrieg zerstörte alte Gasthaus Burgkeller, das die Burschenschaft zunächst als Konstante für ihre Kneipen und später als Korporationshaus nutzte. Daher wird sie allgemein auch als „Burgkellerburschenschaft“ bezeichnet.

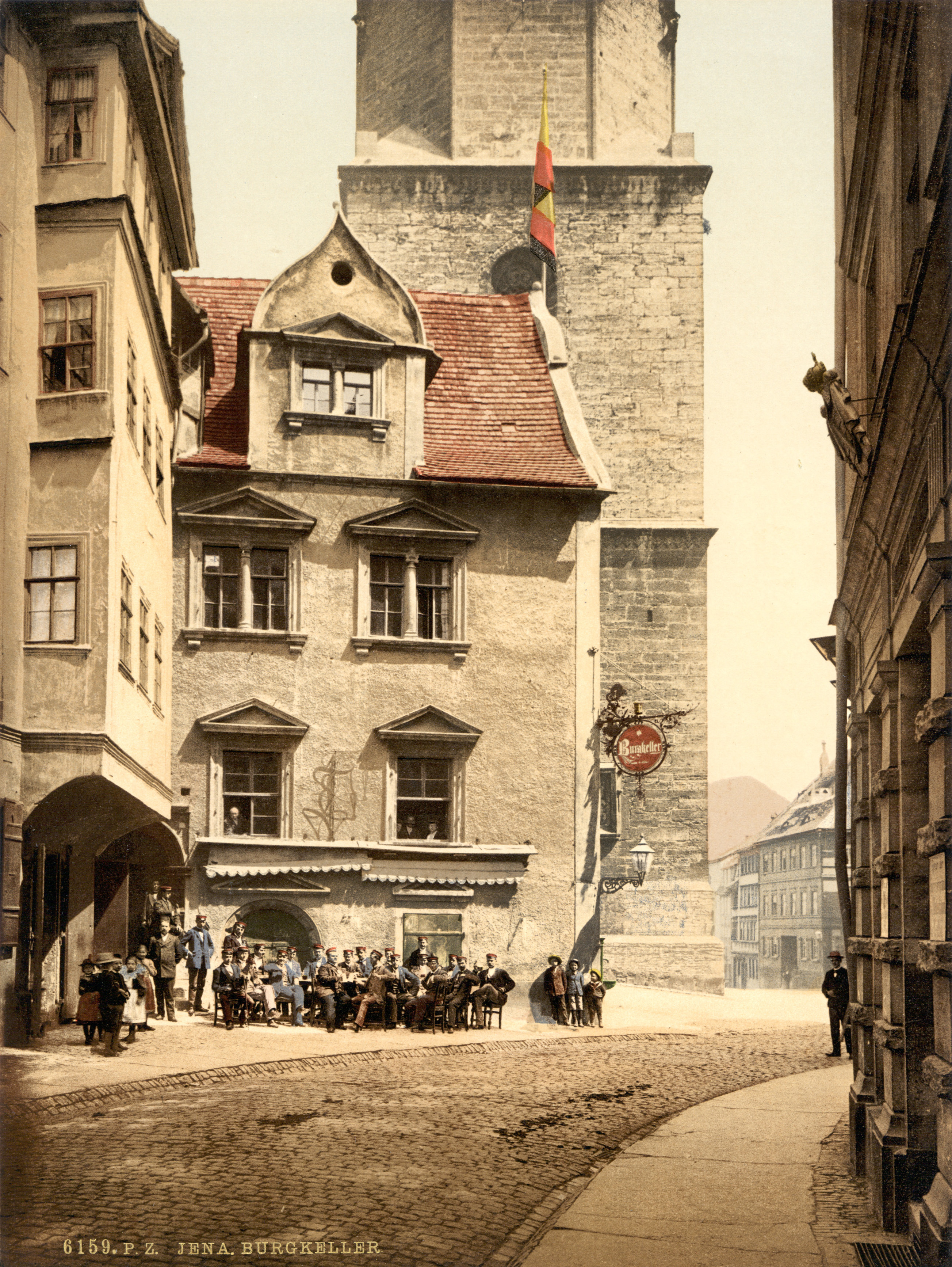
Burgkeller (1900)

Am 22. Juni 1870 gründete die Arminia gemeinsam mit den Jenenser Burschenschaften Germania und Teutonia den Jenenser Deputierten-Convent.
1881 war die Arminia Gründungsmitglied des Allgemeinen Deputierten Conventes, der späteren Deutschen Burschenschaft (DB). 1893 kaufte die Arminia das Gasthaus Burgkeller.

### Die Zeit der zwei Weltkriege

Die Arminia als Mitglied der Deutschen Burschenschaft (1915)

Am Ersten Weltkrieg nahmen 325 Arminen teil, von denen 65 fielen. Im Wintersemester 1930/31 bestand die Verbindung aus 429 Alten Herren und 163 Mitgliedern der Aktivitas.
1921 erschien die erste Ausgabe der Burgkeller-Zeitung. Die letzte Ausgabe wurde 1935/36 veröffentlicht, eine Fortsetzung ab 1953.
Im Zuge der Gleichschaltung sämtlicher studentischen Organisationen wurde die Burschenschaft aufgelöst. Vom Wintersemester 1937/38 an wurde der Aktivenbetrieb als Kameradschaft Menzel weitergeführt, ab März 1940 als Kameradschaft Lützow. Im Zweiten Weltkrieg fielen 102 Mitglieder und das Verbindungshaus, der Burgkeller, wurde bei einem der Luftangriffe auf Jena im März 1945 schwer beschädigt.

### Nachkriegszeit

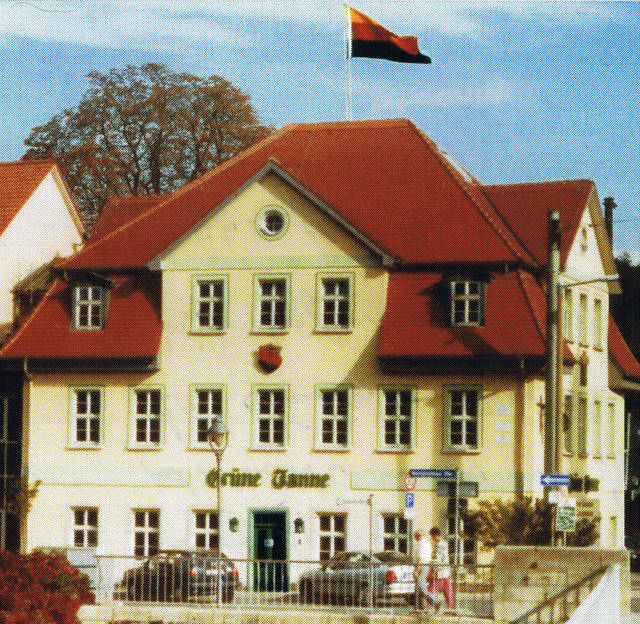
Grüne Tanne

Während der Zeit der DDR war der Sitz der Verbindung in Mainz, nachdem die Altherrenschaft der Arminia und die in Mainz 1949 gegründete Burschenschaft Moguntua 1950 zur Burschenschaft Arminia-Jena zu Mainz fusioniert waren. 1950 war die Arminia an der Wiedergründung der Deutschen Burschenschaft beteiligt. 1956 wurde in Mainz ein eigenes Verbindungshaus bezogen. 1966 leitete die Arminia den Burschentag der Deutschen Burschenschaft.

### Seit 1990
Nach der Deutschen Wiedervereinigung kehrte die Arminia 1990 in ihre Heimat zurück. Seit der Rückkehr nach Jena dient der Arminia das Gasthaus Grüne Tanne, der Gründungsort der Urburschenschaft, als Korporationshaus. 1991 trat Arminia aus dem Roten Verband aus.
Die Arminia verließ die DB im Jahr 2008. Seit dem 3. November 2012 gehört sie wieder dem Roten Verband und seit dem 30. September 2016 der Allgemeinen Deutschen Burschenschaft an, deren Gründungsmitglied sie ist. Der Bund steht zur Mensur.

## Mainzer Burschenschaft Arminia
Am 3. Oktober 1992 gründete sich aus den Reihen der grade nach Jena zurückgekehrten Arminia die Mainzer Burschenschaft Arminia (Farben Schwarz-Rot-Gold von unten gelesen; schwarze Mütze) der man fünf Unterstützungsburschen sowie einen Gründungsstamm an Alten Herren zur Verfügung stellte. Die neue Burschenschaft bezog im April 1993 ein angemietetes Verbindungshaus in der Friedensstraße 27 in Mainz-Gonsenheim.
Im April 2015 ging die Mainzer Burschenschaft Arminia nach längerer Vertagung wieder in der Burschenschaft Arminia auf dem Burgkeller auf.

## Alte Burschenschaft Burgkeller in der DB
Nach dem Austritt aus der DB spalteten sich 14 Mitglieder der Arminia am 13. Juni 2008 als Alte Burgkellerburschenschaft zu Jena ab. Diese wurde zum Burschentag 2009 in die DB aufgenommen. Ein Namensstreit um die Bezeichnung „Burgkellerburschenschaft“ wurde zwischen den beiden Verbindungen gerichtlich ausgetragen. Im Ergebnis hat sich die Neugründung in Alte Burschenschaft Burgkeller in der DB umbenannt und verpflichtet, nicht die Kurzform Burgkellerburschenschaft zu gebrauchen. Das Band der Neugründung hat die Farben Schwarz-Rot (von unten gelesen) mit goldener Perkussion. Als Kopfbedeckung wird eine schwarze Studentenmütze getragen. Ihr Wahlspruch lautet: Ehre, Freiheit, Vaterland. Die Alte Burschenschaft Burgkeller in der DB führt das 1997 begründete und 2008 beendete Freundschaftsverhältnis der Arminia mit der Leipziger Burschenschaft Germania fort. Sie wird der rechtsextremen Szene Jenas zugeordnet und unterhielt Verbindungen zum Institut für Staatspolitik.